# Blastogenèse
La blastogenèse est le processus de différenciation cellulaire responsable de la formation du blastocyste (stade blastula de la cellule œuf). Ce processus est postérieur au stade morula et clôture ainsi la segmentation (première étape de l'embryogenèse).
Ce processus intervient aussi lors de la formation d'un nouvel individu issu d'une reproduction asexuée. Cela consiste à la différenciation de cellules totipotentes blastogénétiques (qui sont des cellules somatiques issues du parent, douées de régénération). L'individu nouvellement formé est appelé blastozoïde.